# Ernst Wilhelm Floessel
Ernst Wilhelm Floessel (Streidelsdorf, 30 juni 1819 – Deuben 27 juli 1874) was een Duitse componist en dirigent, die lange tijd in Finland leefde.
Van deze componist en dirigent is niet veel bekend. Hij was van 1853 tot 1874 dirigent van het Gardemuziekkapel te Helsinki. In de Finse strijdkrachten werden deze leden als civiele militairen aangezien. Naast eigen composities bewerkte hij vele klassieke werken voor harmonieorkest of militaire kapel en maakte daarvan ook selecties (potpourri's, fantasieën en variaties op thema's vanuit deze klassieke werken). 
Bekend van zijn eigen composities is vooral het Militärisk Divertissement voor harmonieorkest.